# Afon Tryweryn
Der Afon Tryweryn ist ein Fluss in Nordwales. Er entspringt am Llyn Tryweryn im Eryri-Nationalpark und mündet nach 19 km bei Bala in den Dee. Er speist den 1965 unter Protesten eingeweihten Stausee Llyn Celyn.